# Pierre Galle
Pierre Galle (Calais, 13 gennaio 1945) è un ex cestista e allenatore di pallacanestro francese.
È il fratello minore di Jean Galle.

## Carriera
Con la Francia ha disputato i Campionati europei del 1973.

## Palmarès

### Giocatore
- Campionato francese: 2

AS Berck: 1972-73, 1973-74